# Короткий фильм об убийстве
«Короткий фильм об убийстве» (пол. Krótki film o zabijaniu) — кинофильм польского режиссёра Кшиштофа Кесьлёвского, вышедший в 1988 году, полноформатная версия пятого фильма из десятисерийного телецикла «Декалог».

## Сюжет
Первая часть фильма показывает события одного дня с участием трёх жителей Варшавы — юриста Петра Балицкого, только что сдавшего экзамен на адвоката (Кшиштоф Глобиш), пожилого таксиста Вальдемара Рековского (Ян Тесаж) и бессмысленно блуждающего по улицам юноши-провинциала Яцека Лазара (Мирослав Бака). Вальдемар груб с окружающими и несколько раз уезжает из-под носа несимпатичных ему клиентов. Пётр в кафе встречается с женой и рассказывает ей, что стал адвокатом. В это же время за соседним столиком Яцек нервно сжимает моток верёвки.
Яцек заходит в фотоателье и оставляет там фотографию девочки, чтобы ему отпечатали фото большего масштаба. Позже он останавливает такси Вальдемара и называет ему отдалённый район. В безлюдном месте он набрасывает верёвку на шею Вальдемару. Когда у него не получается задушить Вальдемара, Яцек проламывает ему голову куском арматуры, но и этого оказывается недостаточно. В итоге Яцек добивает таксиста, размозжив ему голову тяжёлым камнем. На машине таксиста Яцек приезжает к нравящейся ему продавщице Беате и приглашает на свидание. Продавщица по игрушке на стекле узнаёт такси (утром того дня Вальдемар пытался с ней флиртовать) и испуганно спрашивает Яцека, откуда у него машина.
Суд приговаривает Яцека к смерти, несмотря на проникновенную речь Петра против смертной казни. Это первое дело Петра, и после процесса он беседует с ведшим дело опытным судьёй. Тот говорит Петру, что Пётр сделал всё, что можно было сделать в этой ситуации. Пётр встречается с Яцеком перед исполнением приговора. Яцек рассказывает, как его младшая сестра погибла в деревне (её задавил тракторист после того, как они с Яцеком выпили, Яцек до сих пор винит себя) и просит забрать в фотоателье её фотографию, где она изображена в платье для Первого Причастия. Охранник спрашивает Петра, закончили ли они беседу, Пётр отвечает, что никогда не сможет дать на это утвердительный ответ. Яцека силой уводят и с соблюдением всех процедур (оглашение приговора, последняя сигарета, напутствие священника) вешают. В последний момент Яцек пытается вырваться из рук тюремщиков. Присутствовавший при этом Пётр плачет, покидая тюрьму.

## В ролях
| Актёр             | Роль                        |
| ----------------- | --------------------------- |
| Мирослав Бака     | Яцек Лазар                  |
| Кшиштоф Глобиш    | адвокат Пётр Балицкий       |
| Ян Тесаж          | таксист Вальдемар Рековский |
| Збигнев Запасевич | председатель комитета       |
| Барбара Дзекан    | билетёр                     |
| Александр Беднаж  | палач                       |
| Ежи Засс          | офицер милиции              |
| Здзислав Тобяш    | судья                       |
| Артур Барцись     | молодой человек             |
| Кристина Янда     | Дорота                      |
| Ольгерд Лукашевич | Анджей                      |
| Мацей Мацеевский  | прокурор                    |
| Эльжбета Хельман  | Беата                       |

## История создания
Превратить два эпизода «Декалога» в полнометражные фильмы для кинопроката Кесьлёвский решил, чтобы получить дополнительные средства для съёмок (по его расчётам, первоначального финансирования было недостаточно). Все сценарии к этому времени были готовы. По предложению режиссёра, один из сценариев выбрало Министерство культуры Польши (6-й эпизод «Декалога», будущий «Короткий фильм о любви») при условии, что вторым будет пятый эпизод.
По сравнению с телевизионной версией Кесьлёвский добавил сцены, раскрывающие характеры его героев. В одной из них Яцек не вмешивается в избиение двумя незнакомцами третьего, в другой признаётся уличному художнику, что у него нет талантов. В телевизионной версии нет разговора Петра с женой в кафе и сюжетной линии Беаты (сразу после убийства показано, как Яцеку выносят приговор), в неё не вошли некоторые жестокие кадры убийства Вальдемара.
Чтобы создать образ неуютной, неприветливой, враждебной своим героям Варшавы, оператор Славомир Идзяк использовал более 600 зелёных светофильтров, искажавших цветовую гамму и делавших небо жёлтым, а лица людей — пепельно-серыми. В одном из интервью Идзяк говорил, что краски фильма должны вызывать ассоциации с мочой.
«Короткий фильм об убийстве» вышел на экраны Польши в марте 1988 года. В мае он участвовал в основном конкурсе 41-го Каннского кинофестиваля, где получил Приз жюри и награду ФИПРЕССИ. Зимой 1988—1989 годов «Декалог» был показан по польскому телевидению.

## Тематика
Кесьлёвский объяснял, что «Короткий фильм об убийстве» — это «история молодого человека, который убивает таксиста, а потом правосудие убивает его самого. В сущности, больше о сюжете этого фильма сказать нечего. Причины преступления нам неизвестны. Известно, за что общество на юридических основаниях убивает этого парня. Но его человеческих мотивов мы не узнаем никогда. <…> Думаю, что фильм, в сущности, не о смертной казни, а об убийстве вообще. Об убийстве, которое всегда — зло. Вне зависимости от мотивов, от того, кто убивает и кого». Особое внимание уделяется второму убийству — повешению приговорённого преступника, которое показано нарочито отстранённо, в документальной манере и физиологических подробностях. «Во всем этом — в жестах священника и палача, адвоката и стражника, тюремного врача и прокурора — Кесьлёвский открывает не месть, не кару, но пустой и самодовольный ритуал, упрямство непререкаемой догмы, освященной столетиями, но не священной» (Мирон Черненко). Джонатан Розенбаум называл «Короткий фильм об убийстве» «возможно, самым убедительным фильмом о смертной казни из когда-либо снятых».
Джеймс Берардинелли пишет, что Кесьлёвскому удаётся одновременно передать сразу несколько впечатлений: при всей ужасной бессмысленности и жестокости убийства Яцеком таксиста, что акцентировано длительностью сцены, Яцек выглядит скорее не садистом, а одиноким и потерянным человеком; Вальдемар показан как бы ни более неприятным, чем его убийца. Кесьлёвский не только осуждает смертную казнь как принцип, но ещё и пытается очеловечить преступника.

## Награды
| Награды и номинации                        | Награды и номинации                     | Награды и номинации | Награды и номинации |
| Награда                                    | Категория                               | Номинант            | Результат           |
| ------------------------------------------ | --------------------------------------- | ------------------- | ------------------- |
| Каннский кинофестиваль                     | Золотая пальмовая ветвь за лучший фильм | Кшиштоф Кесьлёвский | Номинация           |
| Каннский кинофестиваль                     | Приз жюри                               | Кшиштоф Кесьлёвский | Победа              |
| Каннский кинофестиваль                     | Приз ФИПРЕССИ                           | Кшиштоф Кесьлёвский | Победа              |
| Премия «Бодил»                             | «Лучший европейский фильм»              | Кшиштоф Кесьлёвский | Победа              |
| Премия Европейской киноакадемии            | «Лучший фильм»                          | Кшиштоф Кесьлёвский | Победа              |
| Премия «Роберт»                            | «Лучший европейский фильм»              | Рышард Чутковский   | Победа              |
| Премия Французского синдиката кинокритиков | «Лучший иностранный фильм»              | Кшиштоф Кесьлёвский | Победа              |